# Heeresgruppe Kurland
Heeresgruppe Kurland was een legergroep van het Duitse leger tijdens de Tweede Wereldoorlog. Deze Heeresgruppe werd op 25 januari 1945 opgericht en werd opgeheven op 8 mei 1945 als gevolg van de algehele capitulatie van Duitsland.

## Geschiedenis
Heeresgruppe Kurland ontstond op 25 januari 1945 nadat Heeresgruppe Nord sinds 20 oktober 1944 ingesloten werd door de Sovjets in het Koerland-gebied. De ingesloten troepen wisten stand te houden tot de algemene Duitse capitulatie op 8 mei 1945. Wel streden daarna Letse eenheden van de 19. Waffen-Grenadier-Division der SS als partizanen tegen de Sovjet-overheersing verder.
Vanaf 20 april gaf Heeresgruppe Kurland een eigen postzegel uit ten behoeve van haar veldpost. 
Ook konden de soldaten van Heeresgruppe Kurland vanaf 12 maart een mouwband Kurland verkrijgen als ze minstens deelgenomen hadden aan drie (van de zes) veldslagen om Kurland of drie maanden onafgebroken aan het front hadden gediend of als ze gewond waren.
De laatste opperbevelhebber van Heeresgruppe Kurland, Generaloberst Carl Hilpert, overleefde zijn Russische krijgsgevangenschap in Siberië niet.

## Commandanten
| Rang          | Naam                               | Begin                        | Eind                         | Opmerking |
| ------------- | ---------------------------------- | ---------------------------- | ---------------------------- | --------- |
| Generaloberst | Lothar Rendulic                    | 15 januari 1945              | 27 januari 1945              |           |
| Generaloberst | Heinrich Gottfried von Vietinghoff | 27 januari 1945              | 10 maart 1945                |           |
| Generaloberst | Lothar Rendulic                    | 10 maart 1945                | 25 maart 1945 - 5 april 1945 |           |
| Generaloberst | Carl Hilpert                       | 25 maart 1945 - 6 april 1945 | 8 mei 1945                   |           |

## Eenheden
| Periode       | Eenheden             |
| Februari 1945 | 16. Armee, 18. Armee |

## Veldslagen
- Slag om Koerland